# Andreas Kaiblinger
Andreas Kaiblinger (* 9. August 1969) ist ein österreichischer Koch.

## Werdegang
Kaiblinger wurde in den 1980er Jahren zum Koch ausgebildet.
2004 eröffnete er mit seiner Frau sein eigenes Restaurant Esszimmer in Salzburg. Seit 2011 wird das Restaurant mit einem Michelinstern ausgezeichnet. 2015 kam an gleicher Stelle der Imbiss Ess-Eck hinzu.

## Auszeichnungen
- 2007: Aufsteiger des Jahres im Der Große Restaurant & Hotel Guide
- 2011: Ein Stern im Guide Michelin 2012 für das Restaurant Esszimmer in Salzburg

## Veröffentlichungen
Essen Lieben – Raffinierter Genuss ohne Zucker und Weizen: Rezepte für den bewussten und kreativen Alltag. Loud Media & Awareness GmbH, Salzburg 2018, ISBN 978-3961114993.